# Brian Randle
Brian Charles Randle (Peoria, 8 febbraio 1985) è un ex cestista e allenatore di pallacanestro statunitense.

## Palmarès

### Squadra
- Campionato israeliano: 2

Hapoel Gilboa Galil Elyon: 2009-10
Hapoel Gerusalemme: 2016-17
- Coppa di Israele: 2

Maccabi Tel Aviv: 2014-15, 2015-16
- Coppa di Lega israeliana: 1

Maccabi Tel Aviv: 2015

### Individuale
- Ligat ha'Al MVP finali: 1

Hapoel Gilboa Galil Elyon: 2009-10